# Stor-Stensjön (Hotagens socken, Jämtland, 709777-143934)
Stor-Stensjön är en sjö i Krokoms kommun i Jämtland och ingår i Indalsälvens huvudavrinningsområde. Sjön har en area på 0,231 kvadratkilometer och ligger 675,7 meter över havet. Stor-Stensjön ligger i Gråberget-Hotagsfjällen Natura 2000-område.

## Delavrinningsområde
Stor-Stensjön ingår i det delavrinningsområde (709737-144073) som SMHI kallar för Utloppet av Stor-Stensjön. Medelhöjden är 702 meter över havet och ytan är 2,29 kvadratkilometer. Det finns inga avrinningsområden uppströms utan avrinningsområdet är högsta punkten. Vattendraget som avvattnar avrinningsområdet har biflödesordning 4, vilket innebär att vattnet flödar genom totalt 4 vattendrag innan det når havet efter 295 kilometer. Avrinningsområdet består mestadels av skog (74 procent) och kalfjäll (15 procent). Avrinningsområdet har 0,23 kvadratkilometer vattenytor vilket ger det en sjöprocent på 10 procent.